# Føllenslev (plaats)
Føllenslev is een plaats in de Deense regio Seeland, gemeente Kalundborg, en telt 401 inwoners (2008).